# Sara López Ravetllat
Sara López Ravetllat   (Barcelona, 29 de novembre de 1992) és una regatista catalana que pertany al Club Nàutic El Balís de Sant Andreu de Llavaneres. Competeix en la classe 470, fent parella amb la seva cosina Bàrbara Cornudella Ravetllat. És formada en Enginyeria de Arquitectura.

## Carrera esportiva
La parella Cornudella - López va pujar dos cops al podi del Campionat d'Europa Júnior, en la classe 470: bronze el 2013 i or el 2015, a més d'un 4t lloc en el Mundial Júnior de 2014. També van aconseguir tres podis consecutius en els Campionats d'Espanya (bronze el 2013 i dos ors el 2014 i 2015). L'any 2016 van classificar-se per als Jocs Olímpics de Rio 2016, on van ser les 12es classificades en la competició del 470 femení.
La Federació Espanyola només podia concedir una plaça per als Jocs de Tòquio 2020. Les cosines Ravetllat van començar el següent cicle olímpic amb bons resultats, com una 5a posició en el Campionat del Món de 2017. Les principals rivals eren la masnovina Sílvia Mas i la canària Patricia Cantero: aquesta parella va obtenir la 5a posició en el Mundial de 2019 i l'or en la següent Copa del Món, certificant el seu bitllet cap al Japó i deixant les regatistes d'El Balís a casa.